# Deokhye di Corea
Deokhye (덕혜옹주?, Deokhye-OngjuLR; in giapponese 徳恵姫?, Tokue-hime; nome completo: Yi Deokhye; Keijo, 25 maggio 1912 – Seul, 21 aprile 1989) è stata una principessa coreana, figlia dell'imperatore Gojong e ultima principessa dell'Impero coreano.
Nata durante l'occupazione della Corea da parte del Giappone, il governo di quest'ultimo non permise che venisse riconosciuta come principessa di Corea perché figlia di una concubina e non di una consorte, e solo nel 1917 il suo nome venne inserito nel registro della famiglia imperiale.

## Biografia

### Nascita e primi anni

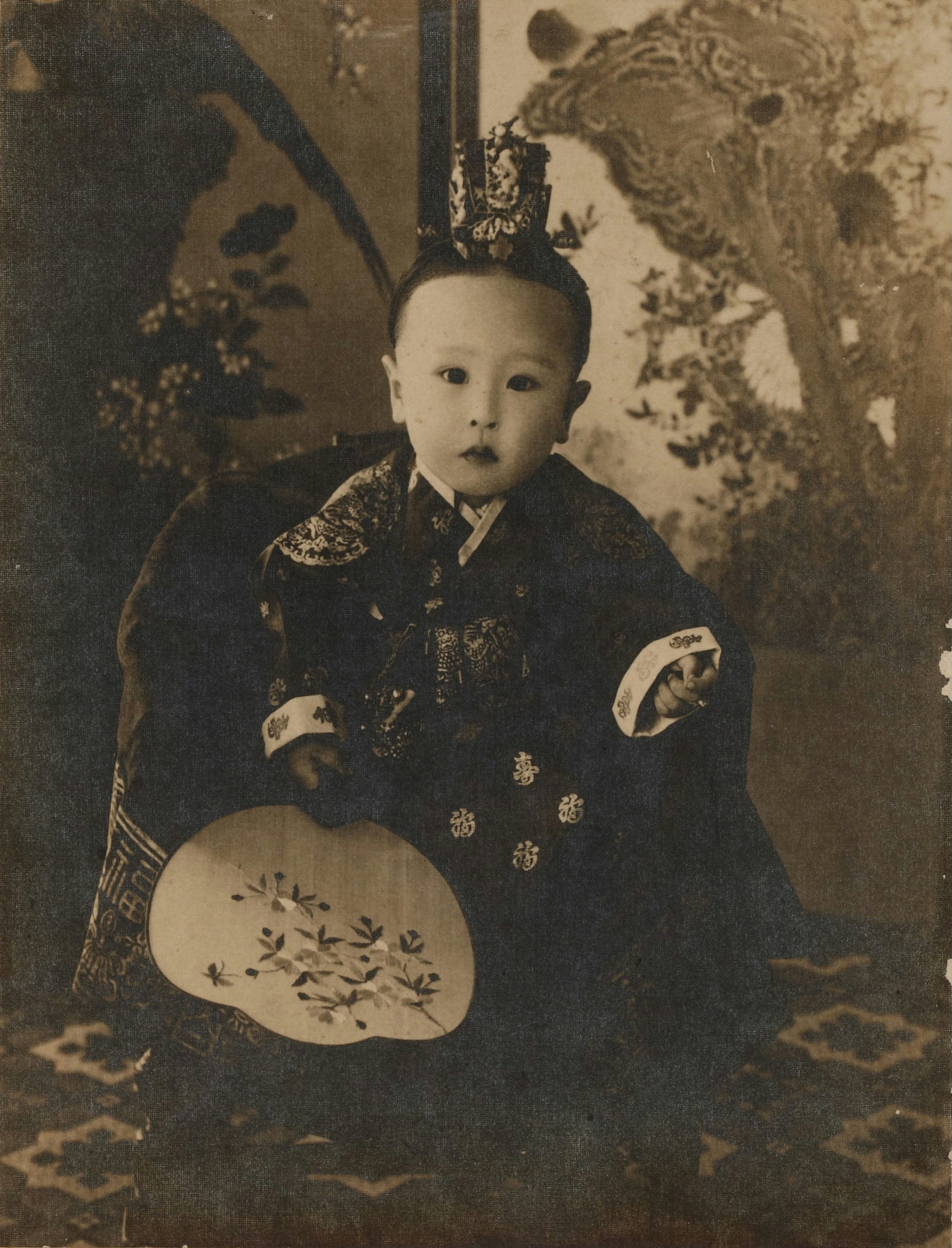
Deokhye da bambina.

La principessa nacque il 25 maggio 1912, quasi due anni dopo l'annessione della Corea da parte del Giappone, figlia del sessantenne imperatore Gojong e di gwiin Yang, una dama di corte di basso rango che lavorava nelle cucine del Deoksugung, la quale ricevette il titolo di Bongnyeongdang dopo il parto. Immediatamente dopo la nascita, la principessa venne chiamata "Agi" (아기?, 阿只?; lett. "bambina") e "signorina Bongnyeongdang". Gojong aveva già avuto sedici figli dalle sue dieci mogli, ma Deokhye era la prima femmina effettiva (le quattro figlie nate in precedenza, infatti, erano tutte morte prima di raggiungere il primo anno d'età): lieto della sua nascita, la crebbe con cura e affetto, e nel 1916 fondò l'asilo del Deoksugung che la principessa avrebbe in seguito frequentato.
Nel 1917, suo padre persuase Terauchi Masatake, l'allora Governatore Generale di Corea, a inserirla nel registro della famiglia imperiale, legittimandola e conferendole il titolo di principessa. Nel 1919, per evitare che sposasse un giapponese, Gojong organizzò un fidanzamento segreto tra la figlia e Kim Jang-han, nipote del ciambellano di corte Kim Hwang-jin, ma il Giappone intervenne per annullarlo e Kim Hwang-jin venne bandito da corte. Poco dopo, il 21 gennaio 1919, l'imperatore morì improvvisamente.
Nel 1921, iniziò a frequentare la scuola elementare Hinodae a Seul: fu in questo periodo che le venne dato il nome proprio di "Deokhye".

### Vita in Giappone e matrimonio

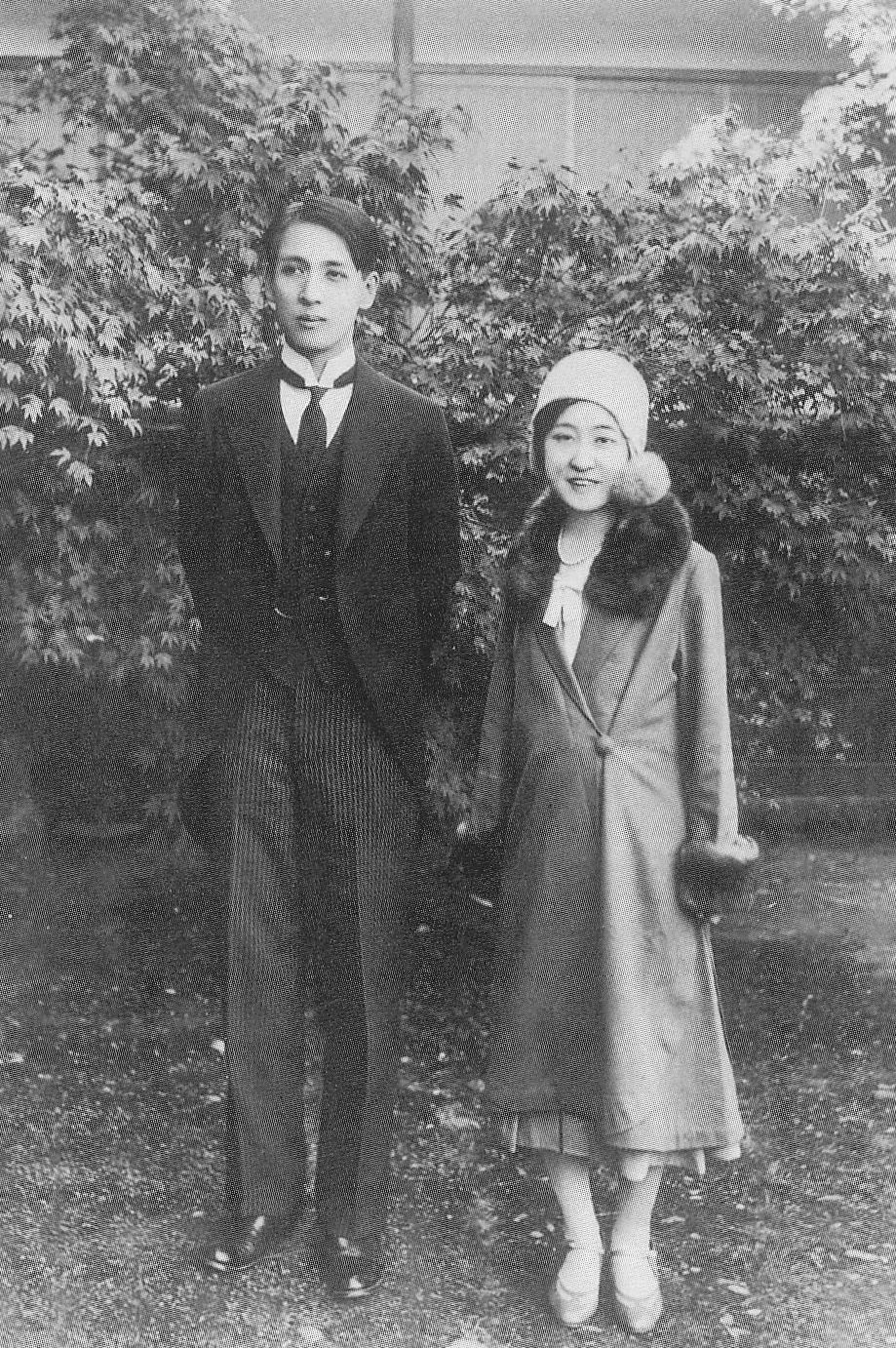
Deokhye con il marito nel 1931.

Nel 1925 l'impero giapponese la portò in Giappone con il pretesto di farle continuare lì gli studi. Partì il 28 marzo dalla stazione di Seul in direzione di Pusan, da cui s'imbarcò per Shimonoseki, e arrivò in treno a Tokyo il 30 marzo. Come i suoi fratelli frequentò il Gakushūin; Yukika Sohma fu una delle sue compagne di scuola, e la descrisse come taciturna e poco portata per l'esercizio fisico. Durante gli anni scolari, fu vittima di bullismo.
Nel 1929 ricevette il permesso di tornare temporaneamente in Corea per il funerale di sua madre, deceduta di cancro al seno, ma non le fu consentito indossare gli abiti funebri cerimoniali. Nell'estate 1930 sviluppò una condizione psicologica per la quale si trasferì a Tokyo a casa di suo fratello, il principe ereditario Un. In questo periodo fu affetta da sonnambulismo, e dimenticava spesso di bere e mangiare. Il suo medico le diagnosticò una demenza precoce (schizofrenia secondo la medicina moderna), dalla quale sembrò migliorare già l'anno successivo.
Nel maggio 1931 sposò il conte giapponese Sō Takeyuki (1908-1985); il matrimonio, celebrato sull'isola di Tsushima, fu combinato dall'Imperatrice Teimei, moglie di Taishō. Il 14 agosto 1932 ebbero una figlia, Masae (Jeonghye in coreano). Dopo le nozze, le condizioni di Deokhye peggiorarono al punto che nel 1955 divorziò e si ricoverò nell'ospedale psichiatrico Matsuzawa per quindici anni. L'anno seguente, Masae scomparve sulle alpi giapponesi, dove si suicidò dopo aver lasciato un biglietto d'addio.

### Ritorno in Corea e ultimi anni
Sebbene in un primo momento il governo sudcoreano avesse rifiutato di consentire il suo ritorno in Corea perché il presidente Syngman Rhee voleva evitare il caos politico, Deokhye poté tornarvi il 26 gennaio 1962, dopo 37 anni d'assenza, su invito del presidente Park Chung-hee.
Trascorse gli ultimi anni della sua vita nella sala Nakseon del Changdeokgung, afflitta da afasia e malattie croniche, e morì nella sala Sugang del medesimo palazzo il 21 aprile 1989. I suoi resti furono sepolti nella tomba Hongyureung a Namyangju.